# Utilizzatori del McDonnell Douglas DC-10

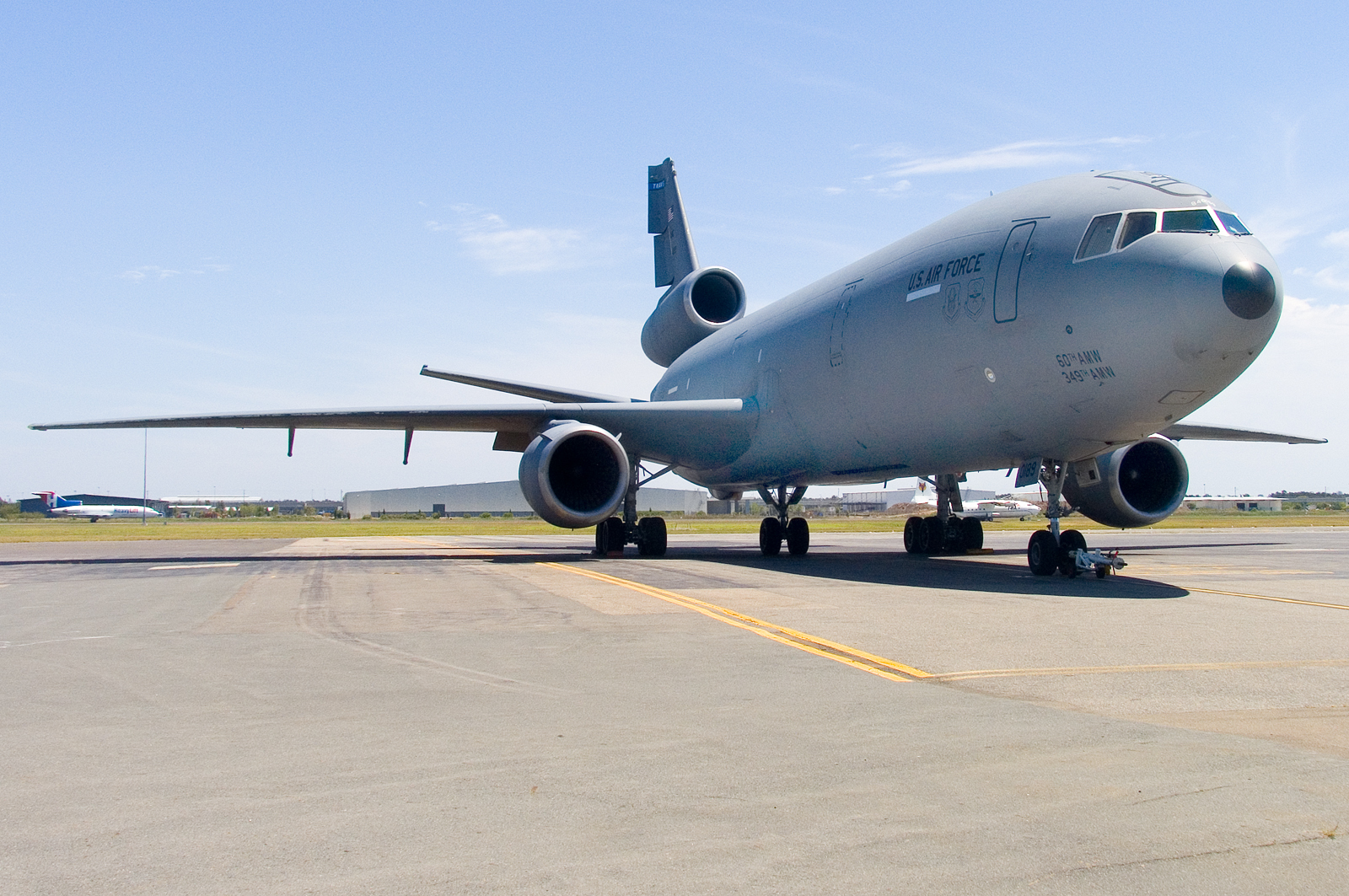
Un McDonnell Douglas DC-10 dell'USAF, l'utilizzatore principale di questo tipo di aereo.

Il McDonnell Douglas DC-10 è stato un trimotore turboventola di linea ad ala bassa prodotto dall'azienda statunitense McDonnell Douglas dagli anni settanta fino al 1990.
Utilizzato su rotte di lungo raggio, era caratterizzato da una fusoliera larga (wide-body), ali basse al di sotto delle quali erano montati due motori turboventola; aveva un ampio piano verticale di coda, alla base del quale era montato il terzo motore, con i piani orizzontali di coda in posizione bassa. L'aereo è stato uno dei più venduti nella configurazione cargo. Il suo ultimo volo per il trasporto passeggeri è stato effettuato nel 2014.
Il DC-10 è stato il primo aereo commerciale sviluppato dalla McDonnell Douglas (oggi Boeing, dopo la fusione di McDonnell Aircraft Corporation e Douglas Aircraft Company avvenuta nel 1967).
La McDonnell Douglas ha sviluppato il DC-10 su richiesta di American Airlines fatta nel marzo 1966, conosciuta anche come "Jumbo Twin", velivolo più piccolo e con un motore in meno del 747 ma con la stessa autonomia e in grado di decollare su piste più corte. L'American Airlines scelse il DC-10 che così batté il Tristar nato dalla stessa specifica.
Il DC-10 venne lanciato ufficialmente nell'aprile 1968 e il prototipo effettuò il suo primo volo il 29 agosto 1970, mentre la sua entrata in servizio avvenne con la compagnia di lancio American Airlines il 5 agosto 1971. Sono stati consegnati 386 esemplari di DC-10 in diverse varianti; la produzione è cessata nel Dicembre 1988 e l'ultima consegna fatta fu un DC-10-30 alla Nigeria Airways nel luglio 1989.

## Ordini e consegne
Legenda tabella:
- O/C: Ordini e consegne.
- OP: Esemplari operativi.

Note:
- dati aggiornati al febbraio 2024[1][2][3];
- il numero degli esemplari operativi è da considerarsi una stima più o meno accurata;
- alcuni utilizzatori hanno più aerei operativi che ordinati. Ciò è dovuto al fatto che le compagnie hanno comprato velivoli di seconda mano o hanno effettuato leasing, e questi non risultano come ufficiali nel conteggio degli ordini;
- i modelli DC-10-10C e DC-10-30F hanno più aerei operativi che effettivamente prodotti poiché molti esemplari in versione passeggeri sono stati convertiti in versione cargo;
- il McDonnell Douglas DC-10 non è più in produzione, tutti gli esemplari ordinati sono stati consegnati.

| Compagnia                 | Compagnia                       | DC-10-10 | DC-10-10 | DC-10-10C | DC-10-10C | DC-10-KC10 | DC-10-KC10 | DC-10-15 | DC-10-15 | DC-10-30 | DC-10-30 | DC-10-30C | DC-10-30C | DC-10-30F | DC-10-30F | DC-10-30CF | DC-10-30CF | DC-10-30ER | DC-10-30ER | DC-10-40 | DC-10-40 | TOTALE | TOTALE |
| Stato                     | Nome                            | O/C      | OP       | O/C       | OP        | O/C        | OP         | O/C      | OP       | O/C      | OP       | O/C       | OP        | O/C       | OP        | O/C        | OP         | O/C        | OP         | O/C      | OP       | O/C    | OP     |
| ------------------------- | ------------------------------- | -------- | -------- | --------- | --------- | ---------- | ---------- | -------- | -------- | -------- | -------- | --------- | --------- | --------- | --------- | ---------- | ---------- | ---------- | ---------- | -------- | -------- | ------ | ------ |
| Stati Uniti (bandiera)    | 10 Tanker Air Carrier           |          |          |           |           |            |            |          |          |          | 2        |           |           |           |           |            |            |            | 2          |          |          |        | 4      |
| Messico (bandiera)        | Aeromexico                      |          |          |           |           |            |            | 2        |          | 2        |          |           |           |           |           |            |            |            |            |          |          | 4      |        |
| Costa d'Avorio (bandiera) | Air Afrique                     |          |          |           |           |            |            |          |          | 3        |          |           |           |           |           |            |            |            |            |          |          | 3      |        |
| Nuova Zelanda (bandiera)  | Air New Zealand                 |          |          |           |           |            |            |          |          | 8        |          |           |           |           |           |            |            |            |            |          |          | 8      |        |
| Serbia (bandiera)         | Air Serbia                      |          |          |           |           |            |            |          |          | 2        |          |           |           |           |           |            |            |            |            |          |          | 2      |        |
| Thailandia (bandiera)     | Air Siam                        |          |          |           |           |            |            |          |          | 1        |          |           |           |           |           |            |            |            |            |          |          | 1      |        |
| Italia (bandiera)         | Alitalia                        |          |          |           |           |            |            |          |          | 8        |          |           |           |           |           |            |            |            |            |          |          | 8      |        |
| Stati Uniti (bandiera)    | American Airlines               | 35       |          |           |           |            |            |          |          |          |          |           |           |           |           |            |            |            |            |          |          | 35     |        |
| Afghanistan (bandiera)    | Ariana Afghan Airlines          |          |          |           |           |            |            |          |          | 1        |          |           |           |           |           |            |            |            |            |          |          | 1      |        |
| Stati Uniti (bandiera)    | ATAircraft One                  |          |          |           |           |            |            |          |          |          |          |           |           |           |           | 4          |            |            |            |          |          | 4      |        |
| Svizzera (bandiera)       | Balair/CTA                      |          |          |           |           |            |            |          |          | 1        |          |           |           |           |           |            |            |            |            |          |          | 1      |        |
| Bangladesh (bandiera)     | Biman Bangladesh Airlines       |          |          |           |           |            |            |          |          | 1        |          |           |           |           |           |            |            |            |            |          |          | 1      |        |
| Regno Unito (bandiera)    | British Caledonian Airways      |          |          |           |           |            |            |          |          | 8        |          |           |           |           |           |            |            |            |            |          |          | 8      |        |
| Germania (bandiera)       | Condor Flugdienst               |          |          |           |           |            |            |          |          | 3        |          |           |           |           |           |            |            |            |            |          |          | 3      |        |
| Canada (bandiera)         | CP Air                          |          |          |           |           |            |            |          |          | 7        |          |           |           |           |           |            |            |            |            |          |          | 7      |        |
| Stati Uniti (bandiera)    | FedEx Express                   |          |          |           |           |            |            |          |          |          |          |           |           | 11        |           |            |            |            |            |          |          | 11     |        |
| Finlandia (bandiera)      | Finnair                         |          |          |           |           |            |            |          |          | 3        |          |           |           |           |           |            |            |            |            |          |          | 3      |        |
| Indonesia (bandiera)      | Garuda Indonesia                |          |          |           |           |            |            |          |          | 6        |          |           |           |           |           |            |            |            |            |          |          | 6      |        |
| Ghana (bandiera)          | Ghana Airways                   |          |          |           |           |            |            |          |          | 1        |          |           |           |           |           |            |            |            |            |          |          | 1      |        |
| Spagna (bandiera)         | Iberia                          |          |          |           |           |            |            |          |          | 9        |          |           |           |           |           |            |            |            |            |          |          | 9      |        |
| Giappone (bandiera)       | Japan Airlines                  |          |          |           |           |            |            |          |          | 2        |          |           |           |           |           |            |            |            |            | 20       |          | 22     |        |
| Paesi Bassi (bandiera)    | KLM                             |          |          |           |           |            |            |          |          | 11       |          |           |           |           |           |            |            |            |            |          |          | 11     |        |
| Corea del Sud (bandiera)  | Korean Air                      |          |          |           |           |            |            |          |          | 3        |          |           |           |           |           |            |            |            |            |          |          | 3      |        |
| Regno Unito (bandiera)    | Laker Airways                   | 6        |          |           |           |            |            |          |          | 5        |          |           |           |           |           |            |            |            |            |          |          | 11     |        |
| Perù (bandiera)           | LANSA                           |          |          |           |           |            |            |          |          | 2        |          |           |           |           |           |            |            |            |            |          |          | 2      |        |
| RD del Congo (bandiera)   | Lignes Aeriennes de Congolaise  |          |          |           |           |            |            |          |          | 2        |          |           |           |           |           |            |            |            |            |          |          | 2      |        |
| Germania (bandiera)       | Lufthansa                       |          |          |           |           |            |            |          |          | 11       |          |           |           |           |           |            |            |            |            |          |          | 11     |        |
| Malaysia (bandiera)       | Malaysia Airlines               |          |          |           |           |            |            |          |          | 3        |          |           |           |           |           |            |            |            |            |          |          | 3      |        |
| Paesi Bassi (bandiera)    | Martinair Cargo                 |          |          |           |           |            |            |          |          |          |          |           |           |           |           | 4          |            |            |            |          |          | 4      |        |
| Messico (bandiera)        | Mexicana                        |          |          |           |           |            |            | 5        |          |          |          |           |           |           |           |            |            |            |            |          |          | 5      |        |
| Stati Uniti (bandiera)    | National Airlines               | 11       |          |           |           |            |            |          |          | 5        |          |           |           |           |           |            |            |            |            |          |          | 16     |        |
| Nigeria (bandiera)        | Nigeria Airways                 |          |          |           |           |            |            |          |          | 3        |          |           |           |           |           |            |            |            |            |          |          | 3      |        |
| Stati Uniti (bandiera)    | Northwest Airlines              |          |          |           |           |            |            |          |          |          |          |           |           |           |           |            |            |            |            | 22       |          | 22     |        |
| Stati Uniti (bandiera)    | Omega Aerial Refueling Services |          |          |           |           |            |            |          |          |          |          |           |           |           |           |            | 2          |            |            |          | 3        |        | 5      |
| Pakistan (bandiera)       | Pakistan International Airlines |          |          |           |           |            |            |          |          | 4        |          |           |           |           |           |            |            |            |            |          |          | 4      |        |
| Filippine (bandiera)      | Philippine Airlines             |          |          |           |           |            |            |          |          | 2        |          |           |           |           |           |            |            |            |            |          |          | 2      |        |
| Stati Uniti (bandiera)    | Project Orbis                   |          |          |           |           |            |            |          |          |          |          |           |           |           | 1         |            |            |            |            |          |          |        | 1      |
| Australia (bandiera)      | Qantas                          |          |          |           |           |            |            |          |          | 2        |          |           |           |           |           |            |            |            |            |          |          | 2      |        |
| Belgio (bandiera)         | SABENA                          |          |          |           |           |            |            |          |          |          |          |           |           |           |           | 5          |            |            |            |          |          | 5      |        |
| Svezia (bandiera)         | Scandinavian Airlines           |          |          |           |           |            |            |          |          | 5        |          |           |           |           |           |            |            |            |            |          |          | 5      |        |
| Stati Uniti (bandiera)    | Seaboard World Airlines         |          |          |           |           |            |            |          |          |          |          | 1         |           |           |           |            |            |            |            |          |          | 1      |        |
| Singapore (bandiera)      | Singapore Airlines              |          |          |           |           |            |            |          |          | 7        |          |           |           |           |           |            |            |            |            |          |          | 7      |        |
| Svizzera (bandiera)       | Swissair                        |          |          |           |           |            |            |          |          | 13       |          |           |           |           |           |            |            |            |            |          |          | 13     |        |
| Bolivia (bandiera)        | TAB Cargo                       |          |          |           |           |            |            |          |          |          |          |           |           |           | 1         |            |            |            |            |          |          |        | 1      |
| Thailandia (bandiera)     | Thai Airways International      |          |          |           |           |            |            |          |          | 2        |          |           |           |           |           |            |            | 3          |            |          |          | 5      |        |
| Stati Uniti (bandiera)    | Transamerica Airlines           |          |          |           |           |            |            |          |          |          |          |           |           |           |           | 3          |            |            |            |          |          | 3      |        |
| Turchia (bandiera)        | Turkish Airlines                | 3        |          |           |           |            |            |          |          |          |          |           |           |           |           |            |            |            |            |          |          | 3      |        |
| Stati Uniti (bandiera)    | United States Air Force         |          |          |           |           | 60         | 13         |          |          |          |          |           |           |           |           |            |            |            |            |          |          | 60     | 13     |
| Stati Uniti (bandiera)    | United Airlines                 | 55       |          | 8         |           |            |            |          |          | 2        |          |           |           |           |           |            |            |            |            |          |          | 65     |        |
| Francia (bandiera)        | UTA                             |          |          |           |           |            |            |          |          | 6        |          |           |           |           |           |            |            |            |            |          |          | 6      |        |
| Brasile (bandiera)        | Varig                           |          |          |           |           |            |            |          |          | 10       |          |           |           |           |           |            |            |            |            |          |          | 10     |        |
| Venezuela (bandiera)      | VIASA                           |          |          |           |           |            |            |          |          | 3        |          |           |           |           |           |            |            |            |            |          |          | 3      |        |
| Canada (bandiera)         | Wardair                         |          |          |           |           |            |            |          |          | 2        |          |           |           |           |           |            |            |            |            |          |          | 2      |        |
| Stati Uniti (bandiera)    | Western Airlines                | 13       |          |           |           |            |            |          |          |          |          |           |           |           |           |            |            |            |            |          |          | 13     |        |
| Stati Uniti (bandiera)    | World Airways                   |          |          |           |           |            |            |          |          |          |          |           |           |           |           | 9          |            |            |            |          |          | 9      |        |
| Zambia (bandiera)         | Zambia Airways                  |          |          |           |           |            |            |          |          | 1        |          |           |           |           |           |            |            |            |            |          |          | 1      |        |
| TOTALE                    | TOTALE                          | 123      | 0        | 8         | 0         | 60         | 13         | 7        | 0        | 166      | 2        | 1         | 0         | 11        | 2         | 25         | 2          | 3          | 2          | 42       | 3        | 446    | 24     |

## Timeline e grafico
|          |       | 1968 | 1969 | 1970 | 1971 | 1972 | 1973 | 1974 | 1975 | 1976 | 1977 | 1978 | 1979 | 1980 | 1981 | 1982 | 1983 | 1984 | 1985 | 1986 | 1987 | 1988 | 1989 | Totale |
| -------- | ----- | ---- | ---- | ---- | ---- | ---- | ---- | ---- | ---- | ---- | ---- | ---- | ---- | ---- | ---- | ---- | ---- | ---- | ---- | ---- | ---- | ---- | ---- | ------ |
| Ordini   | DC-10 | 63   | 29   | 21   | 18   | 46   | 31   | 13   | 9    | 16   | 34   | 45   | 33   | 12   | 8    | 48   | 2    | 6    | 3    | 5    | 2    | 2    | –    | 446    |
| Consegne | DC-10 | –    | –    | –    | 13   | 52   | 57   | 48   | 42   | 19   | 14   | 18   | 36   | 40   | 25   | 11   | 12   | 10   | 11   | 17   | 10   | 10   | 1    | 446    |

     Ordini
     Consegne